# El Polvorín, Morelos
El Polvorín är en ort i Mexiko.   Den ligger i kommunen Cuautla och delstaten Morelos, i den sydöstra delen av landet, 60 km söder om huvudstaden Mexico City. El Polvorín ligger 1 354 meter över havet och antalet invånare är 204.
Terrängen runt El Polvorín är kuperad norrut, men söderut är den platt. Runt El Polvorín är det mycket tätbefolkat, med 1 056 invånare per kvadratkilometer. Närmaste större samhälle är Cuautla Morelos, 6,6 km söder om El Polvorín. Omgivningarna runt El Polvorín är en mosaik av jordbruksmark och naturlig växtlighet.